# Xue Tao
Pour les articles homonymes, voir Xue.
Dans ce nom, le nom de famille, Xue, précède le nom personnel.
Xue Tao (chinois traditionnel 薛濤 ; chinois simplifié 薛涛 ; Wade-Giles Hsüeh T'ao, EFEO Hsiue T'ao), née en 770, morte en 832, est une courtisane et poétesse chinoise de la dynastie Tang.

## Biographie
Le père de Xue Tao était un fonctionnaire et fit donner à sa fille une éducation littéraire. Xue Tao a commencé à écrire de la poésie dès l'âge de sept ou neuf ans. Enfant elle a vécu à Chang'an, capitale des Tang, avant de suivre son père à Chengdu. Après la mort de ce dernier, elle devient courtisane  dans cette ville à l'âge de seize ans, pour subvenir à ses besoins, et peut-être à ceux de sa mère. Elle a été la favorite du général Wei Gao (en) (745-805), gouverneur militaire du Sichuan. Après sa mort, elle se retire à la campagne, dans les environs de Chengdu. C'est là qu'elle invente un papier portant son nom, destiné à écrire des poèmes,. Elle termine sa vie dans la pauvreté et la solitude.
Avec Yu Xuanji, elle aussi courtisane, Xue Tao est la plus connue des poétesses de la dynastie Tang.

## Œuvre
De nombreux poètes, tels Yuan Zhen, avec lequel elle aurait eu une relation amoureuse, Bai Juyi, Liu Yuxi ou Du Fu, ont admiré sa poésie. Wang Jian a composé un poème célébrant son talent.
Quatre-vingt-neuf de ses poèmes sont conservés dans le Quan Tang shi (en), anthologie de la poésie des Tang.

## Traduction
- (en) Jeanne Larsen, Brocade River Poems. Selected Works of the Tang Dynastie Courtesan Xue Tao, Princeton, Princeton University Press, 1987
- (fr + zh) Hsüeh T'ao, Un torrent de montagne, trad. Pierre Lorain, préface Pierre Lorain et Zhu Jie, La Différence, « Orphée », 1992.
- Jacques Pimpaneau, Anthologie de la littérature chinoise classique, Philippe Picquier, 2004  — Xue Tao, p. 446-449